# عبد الله الزيد (شخصية)
عبد الله بن أحمد بن علي الزيد باحث ديني من المملكة العربية السعودية، وصاحب كتاب مختصر تفسير البغوي.

## نشأته
ولد الزيد في مدينة الغاط عام 1370 هـ، من فخذ آل سلمان من بني زيد القبيلة القضاعية القحطانية المعروفة في شقراء والوشم في منطقة نجد من الجزيرة العربية. نشأ بالغاط ودرس الابتدائية فيها، ثم واصل الدراسة المتوسطة والثانوية في مدينة المجمعة في المعهد العلمي، ثم درس في كلية الشريعة في جامعة الإمام محمد بن سعود الإسلامية بالرياض، وتخرج منها عام1393 هـ. حصل على شهادة الماجستير من المعهد العالي للقضاء التابع لجامعة الإمام محمد بن سعود الإسلامية عام 1396 هـ. حصل على شهادة الدكتوراه من نفس الجامعة عام 1406 هـ.

## أعماله
بدأ الزيد حياته العملية في الرئاسة العامة للإفتاء والدعوة والإرشاد متدرجا في الوظائف في مجال الدعوة إلى الله مؤولا ومباشرا، ثم وكيلا مساعدا للرئاسة، ثم عمل في وزارة الشؤون الإسلامية والأوقاف والدعوة والإرشاد (وزارة الشؤون الإسلامية والدعوة والإرشاد حاليا) وكيلا مساعدا للوزارة، أشرف خلالها على كثير من المناشط الدعوية، وشارك في المجالس العليا واللجان المنبثقة عنها. أشرف على جميع الإصدارات الرئاسة العامة لإدارات البحوث العلمية والإفتاء، ووزارة الشؤون الإسلامية والأوقاف والدعوة والإرشاد من عام 1395 هـ إلى عام 1416 هـ. عُين أمينًا عامًا لمجلس الدعوة والإرشاد، وشارك في إعداد كثير من الخطط، والنظم واللوائح لأعمال الدعوة إلى الله داخل المملكة العربية السعودية وخارجها. شارك عدة سنوات في محاضرات بجامعة الملك سعود. وله مشاركات في التحكيم القضائي، وإعداد الدعاوى القضائية.

## مؤلفاته
- مختصر تفسير البغوي: وهو مختصر لتفسير البغوي، يقع الكتاب في مجلد واحد ويحتوي على 1040 صفحة.[1]
- تعليم الصلاة: بالإضافة للغة العربية، ترجم الكتاب إلى اللغة الفارسية واللغة الأوردية.[2]